# Lysandra bellargoides
Lysandra bellargoides är en fjärilsart som beskrevs av Ruggero Verity 1904. Lysandra bellargoides ingår i släktet Lysandra och familjen juvelvingar. Inga underarter finns listade i Catalogue of Life.